# Мюнстер
 Тази статия е за града в Германия.  За региона вижте Мюнстер (регион).  
Мю́нстер (на немски: Münster) е град с провинциално подчинение в Северозападна Германия, провинция Северен Рейн-Вестфалия.
В града са разположени важни съдебни и административни учреждения на провинцията, като Конституционния съд и Висшия административен съд. Мюнстерското католическо епископство, основано преди повече от 1200 г., е сред най-старите в Северна Германия и играе голяма роля зад пределите на Вестфалия. Градът има стара историческа част.

## География
Разположен е в северната част на провинция Северен Рейн-Вестфалия. Близки големи градове до Мюнстер са Оснабрюк (44 km на север), Дортмунд (61 km на юг), Билефелд (62 km на изток) и Енсхеде (Холандия) (65 km на северозапад).
Градът е една от 42-те градски агломерации на Германия. По своята площ той се нарежда на 16-о място сред градовете на Германия с най-голяма площ. Почти половината територия на града се използва за нуждите на селското стопанство.
Площта на Мюнстер е 302,96 км². Пощенски код: 48165.

## Население
Населението на Мюнстер е 279 803 жители към 2010 г. Гъстотата на населението е 924 души/км².
Има и над 10 000 души с второ жителство в града. Около 9% от населението са чужденци. Средният гражданин е на по-малко от 36 години, тоест с 4 години по-млад от средния гражданин на Германия. Очакваната продължителност на живота е най-високата в Германия, съставлява 76,3 години за мъжете и 83,1 години за жените.

## История
Мюнстер е град с богато историческо минало. Първоначалното селище е основано през 793 г. от император Карл Велики. Той издава указ да бъде построен манастир близо до неговата резиденция. От латинската дума „Монастериум“ (Monasterium) произхожда названието на града. През 805 г. Мюнстер получава статут на град. От 1815 г. до 1945 г. е столица на пруската провинция Вестфалия.

## Икономика
Мюнстер е пристанище на канала Дортмунд-Емс. Важен железопътен възел е на 8 линии. Машиностроителна, хранително-вкусова, металообработваща и памуко-текстилна промишленост. Производство на лакове на фирмата BASF.

## Образование
Мюнстер е считан за университетски град. В неговите 7 висши училища учат около 50 000 студенти. Само в най-големия университет на града „Вестфалише Вилхелмс-Универзитет“ учат около 42 000 студенти.

## Известни личности
Родени в Мюнстер
- Хайнрих Брюнинг (1885 – 1970), политик
- Кристиан Пандер (р. 1983), футболист

Починали в Мюнстер
- Ханс Блуменберг (1920 – 1996), философ
- Раиса Горбачова (1932 – 1999), руска общественичка
- Йохан Георг Хаман (1730 – 1788), философ